# Alexander zu Münster

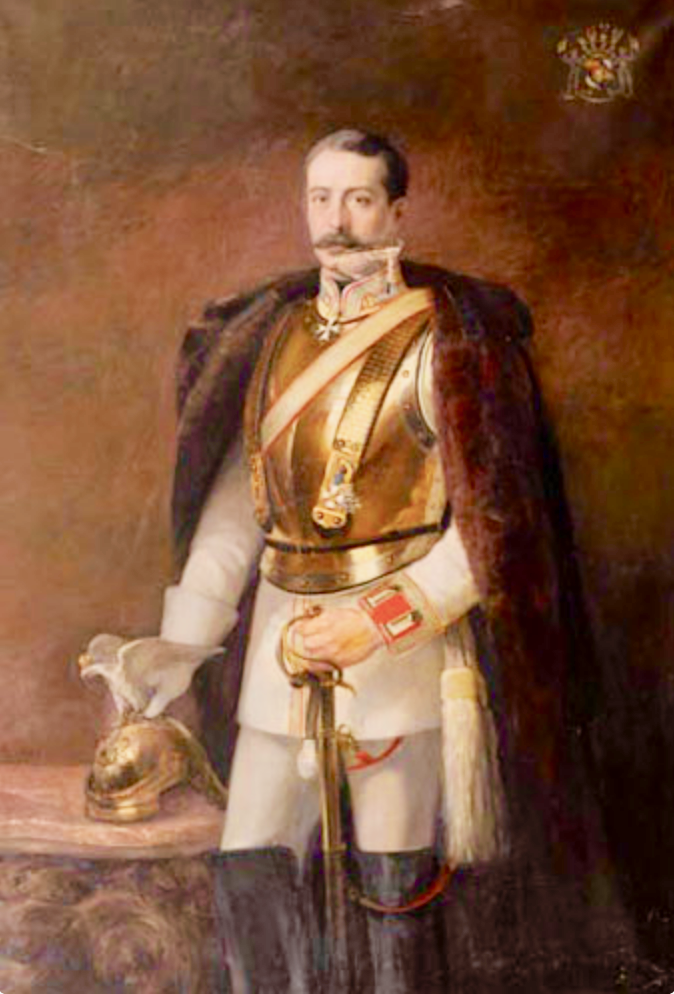
1901: Alexander Otto Hugo Wladimir Fürst zu Münster von Derneburg, Ledenburg etc.

Alexander Otto Hugo Wladimir Graf zu Münster-Ledenburg, seit 1909 Fürst Münster von Derneburg (* 1. September 1858 aus Derneburg; † 12. Oktober 1922 ebenda) war ein deutscher Gutsherr und Parlamentarier.

## Familie
Alexander zu Münster ist der Sohn des Botschafters und Erblandmarschalls Georg Herbert Fürst zu Münster von Derneburg (1820–1902) und der Alexandrine Mikhailnovna Fürstin Galitzin (1823–1884). Er ist der Bruder von Sophie Thusnelde Wilhelmine von Beneckendorff und von Hindenburg (1851–1933) und von Ernst Adolf Graf zu Münster Freiherr von Grothaus (1856–1905), der Onkel von Wladimir Ernst Graf zu Münster von Derneburg (1886–1954) und der Großonkel von Oswald Graf zu Münster (1917–2003).
Aus seiner am 3. Juni 1890 geschlossenen Ehe mit der schottischen Lady Muriel Hay (1863–1927), der Tochter von George Hay-Drummond, dem 12. Earl of Kinnoull und von Lady Emily Blanche Charlotte Somerset, aus dem Haus der Dukes of Beaufort, gingen zwei Söhne hervor, der in Homburg geborene Friedrich Graf zu Münster, Freiherr von Grothaus, auf Derneburg, Ledenburg etc. (1891–1942) und der in Maresfield Park geborene Paul William Alexander Graf zu Münster, Freiherr von Grothaus, auf Wasserleonburg (1898–1968).
Am 22. März 1909 erhielt Alexander zu Münster die 1899 seinem Vater verliehene persönliche Fürstenwürde mit dem Prädikat „Durchlaucht“ unter dem Titel und Namen Fürst Münster von Derneburg.
Alexander zu Münster ist in Derneburg auf dem Familienfriedhof am Mausoleum des Grafen Ernst zu Münster bestattet.

## Leben
Nach dem Besuch des Gymnasiums in Ilfeld und Treptow an der Rega studierte er an der Rheinischen Friedrich-Wilhelms-Universität Bonn Rechtswissenschaften. 1878 wurde er Mitglied des Corps Borussia Bonn. Nach der Promotion zum Dr. iur. wurde er Majoratsherr auf Derneburg.
Von 1904 bis 1918 war er Mitglied des Preußischen Herrenhauses und bekleidete den Rang eines königlich-preußischen Majors à la suite.